# Kinga Ociepka
Kinga Ociepka (ur. 15 lipca 1986 w Krakowie) – polska wspinaczka sportowa. Specjalizowała się w boulderingu oraz w prowadzeniu. Dwukrotna złota medalistka mistrzostwach świata juniorów zawodów we wspinaczce sportowej w konkurencji prowadzenie.

## Kariera zawodnicza
Na mistrzostwach świata juniorów kat. „B” wywalczyła złote medale we wspinaczce sportowej w konkurencji prowadzenie; w 2000 w Holenderskim Amsterdamie oraz w 2001 w austriackim Imst. Wielokrotna uczestniczka zawodów wspinaczkowych m.in. edycji Pucharu świata.
Uczestniczka, prestiżowych zawodów wspinaczkowych Rock Master we włoskim Arco, gdzie w 2010 roku zajęła 24. miejsce. Wielokrotna medalistka mistrzostw Polski we wspinaczce sportowej we wspinaczce sportowej, gdzie zdobywała tytuł mistrzyni Polski.

## Ważniejsze wspinaczki
Kinga Ociepka jest także autorką wielu wybitnych przejść skalnych. W sierpniu 2006 r. poprowadziła drogę Geminis o trudności 8b+ (wówczas wyceniana na 8c). Za to przejście została uhonorowana Nagrodą Środowisk Wspinaczkowych Jedynką. We wrześniu 2016 r. została pierwszą Polką, która pokonała drogę wspinaczkową o trudności 9a (Sprawa Honoru, VI.8 w skali Kurtyki).

## Osiągnięcia

### Mistrzostwa świata
| Konkurencje | 2005 |
| Prowadzenie | 41   |

### Mistrzostwa Europy
| Konkurencje | 2004 | 2006 | 2008 | 2010 |
| Bouldering  | 24   | –    | –    | –    |
| Prowadzenie | 19   | 15   | 12   | 33   |

### Rock Master
| Konkurencje | 2010 |
| Prowadzenie | 24   |